# Lance Larson
Lance Melvin Larson (* 3. Juli 1940 in Monterey Park, Kalifornien; † 19. Januar 2024 in Orange, Kalifornien) war ein US-amerikanischer Schwimmer.

## Leben und Karriere
Larson wuchs in Kalifornien auf und brach dort bereits zu Beginn seiner Karriere diverse Jugendrekorde. Kurz vor den Olympischen Spielen 1960 brach er im Juni 1960 den bestehenden Weltrekord in der Strecke über 100 m Schmetterling und war somit der erste Mensch, der diese Distanz in unter einer Minute schwamm. Zwei Monate später bei den Spielen in Rom brach er gemeinsam mit der Staffel über 4 × 100 m Lagen erneut einen Weltrekord und sicherte sich die Goldmedaille. In der Strecke über 100 m Freistil gewann er Silber, nachdem die Kampfrichter bei schneller gemessenen Zeit für den US-Amerikaner durch die Zeitrichter, sich trotzdem für den Sieg des australischen Konkurrenten John Devitt entschieden hatten. Der Protest des Teams der Vereinigten Staaten wurde abgewiesen.
Nach Ende seiner Karriere arbeitete Larson als Zahnarzt. 1980 wurde er in die International Swimming Hall of Fame aufgenommen. Lance Larson verstarb im Januar 2024 im Alter von 83 Jahren.